# Щербина, Михаил Вадимович
Михаил Вадимович Щерби́на — русский поэт, поэт самиздата.

## Биография
Родился 26 ноября 1961 года в Раменском. Отец — врач-хирург, мать — инженер ЛИИ. Был единственным ребёнком в их семье. Окончил школу с золотой медалью. В 1979 году поступил в Московский институт управления имени Серго Орджоникидзе на химико-металлургический факультет и окончил его в 1984 году по специальности «организатор управления в металлургической промышленности», прошёл практику на Карагандинском металлургическом комбинате. По специальности не работал. С 1980 по 1988 годы много путешествовал по СССР, поставив себе целью побывать в самых дальних уголках: на Чукотке, Курилах, Командорах, плавал на теплоходах по сибирским рекам, несколько раз пересекал Полярный круг, жил в сельской узбекской семье. Живёт с мамой в городе Раменское Московской области.

## Труды
Стихи писал с юности, в 1980-90-х посещал различные московские литературные студии, в том числе студию Ольги Татариновой «Кипарисовый ларец».
Первая публикация состоялась в газете «Гуманитарный фонд» №41, 1992 год. Более 20 публикаций стихов в различных сборниках, в антологиях «Самиздат века» и «Русские стихи 1950—2000», в журнале «Эпсилон-салон», «Симбиоз», «Морская черепаха» и др.
- «Эпсилон-салон», № 18 (VI), 1989
- «Гуманитарный фонд», № 41 (144), 1992, с. 3
- «Кипарисовый ларец», № 3, 1996, с. 46–56
- «Симбиоз», № 9. Подрамок. Стихи
- «Стых» (Днепропетровск), № 23, 2008, с. 95–97
- «Гвидеон», № 2, 2012. Восемь стихотворений
- «45-я параллель». В дни ярких праздников № 8 (536) 11 марта 2021
- «45-я параллель». Снова я стою у старой карусели № 16 (544) 1 июня 2021
- Литерратура.орг. Забытый порт.[2] 30.06.2024

## Отзывы о творчестве
- «...Лауреат Премии Андрея Белого писатель Николай Байтов... кратко описал творческий путь Щербины с конца 80-х годов и его эстетическую концепцию, восходящую к сюрреализму в наиболее бескомпромиссной версии. Байтов сказал, что гордится инициированной им первой публикацией Щербины в альманахе «Эпсилон-Салон», сооснователем которого был. Николай с удовольствием процитировал некоторые стихи гостя...» (Независимая газета — ExLibris, 05.06.2025)
- «Михаил Щербина очень интересный поэт»[3]. (Света Литвак)
- «Вечер литературной мастерской "Кипарисовый ларец" под руководством Ольги Татариновой включал выступления весьма различных по уровню и статусу авторов - от девочек-подростков, уже обученных определенному версификационному разнообразию... до такого абсолютно зрелого автора, как Михаил Щербина, удивившего неожиданными для его творческой манеры сатирическими миниатюрами.» (Литературная жизнь Москвы, 30.01.1998)